# RP-21

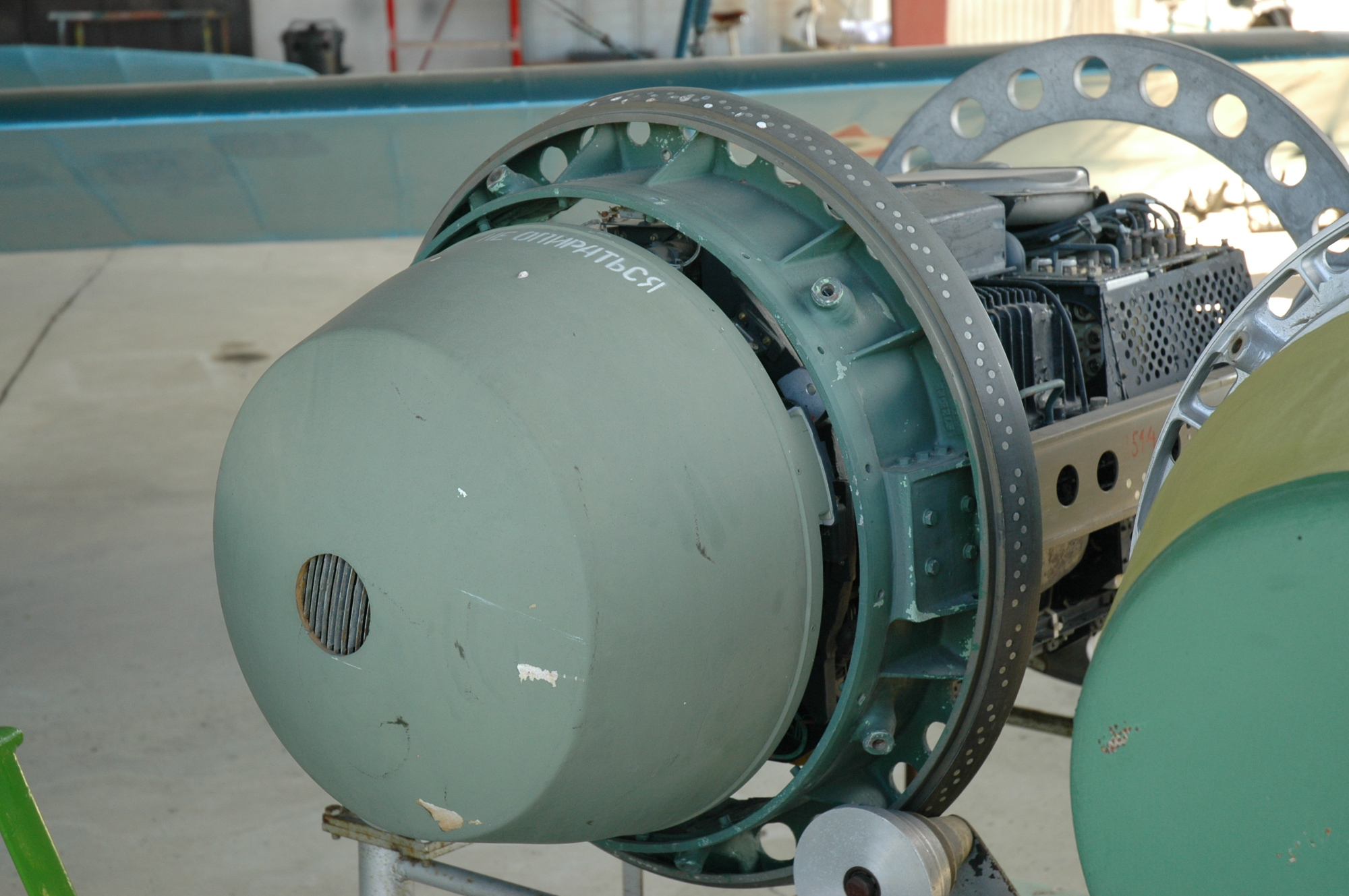

RP-21은 소련제 전투기 미그21에 탑재되는 항공기용 레이더이다.

## 제원
- 이름 : RP-21
- 전투기 목표물 탐지거리 : 9.5km
- 최대 탐지거리(Max) : 20km
- 탑재기 : Mig-21

## 같이 보기
- RP-22 (레이다)
- High Lark (레이다)
- RP-25 (레이다)